# Tinissa bakeri
Tinissa bakeri är en fjärilsart som beskrevs av Robinson 1976. Tinissa bakeri ingår i släktet Tinissa och familjen äkta malar.
Artens utbredningsområde är Filippinerna. Inga underarter finns listade i Catalogue of Life.